# Harmony Sisters
Harmony Sisters var en finländsk sångtrio som efter 1946 främst var verksam i Sverige.
Sångtrion bildades 1935 av systrarna Valtonen, Vera (mezzosopran), Maire (alt) och Raija (sopran), inspirerade av The Boswell Sisters. De hade inlett sin sångkarriär inom Frälsningsarmén för att i mitten av 1930-talet engageras professionellt. 1942–1943 turnerade de, utsända av Finlands Rundradio, i Nazityskland under namnet Die Geschwister Waltonen.
Trions första framträdande i Sverige skedde på väg från Tyskland, i China-varietén år 1943. Efter kriget flyttade Harmony Sisters till Sverige och skrev på för skivbolaget Cupol. I Sverige blev gruppens största succéer "Konvaljens avsked" från 1947, som såldes i 160 000 exemplar, och "Där näckrosen blommar" från 1949. Sånggruppen upplöstes 1956.

## Diskografi i urval
- Konvaljens avsked, med William Linds orkester
- Där näckrosen blommar, med Jerry Högstedts orkester
- Bjällerklang (Jingle Bells), med Sven Arefeldts orkester
- Blott tre små ord (Three little words), med Harry Arnolds orkester
- Där kärleken bor, med Lars Lönndahl och Jerry Högstedts orkester
- Säg det i toner, med Thore Ehrlings orkester
- Kodin kynttilät (When It's Lamp Lighting Time in the Valley)

### Fotnoter
1. ↑  https://yle.fi/aihe/artikkeli/2006/12/14/harmony-sisters-laulaa
2. ↑  Johan Lindberg (16 juli 2011). ”Harmony Sisters” (på svenska). Uppslagsverket Finland. https://uppslagsverket.fi/sv/view-103684-HarmonySisters. Läst 15 juli 2019.